# منتخب جنوب السودان لكرة القدم للسيدات
منتخب جنوب السودان لكرة القدم للسيدات (بالإنجليزية: South Sudan women's national football team)‏ هو الممثل الرسمي لجمهورية جنوب السودان في رياضة كرة القدم النسائية، ويشرف عليه اتحاد جنوب السودان لكرة القدم.